# Owen Klassen
Owen James Klassen (Kingston, 31 ottobre 1991) è un cestista canadese.

## Carriera
Con il Canada ha disputato i Giochi panamericani di Guadalajara 2011 e i Campionati mondiali del 2019.

## Palmarès
- Campionato macedone: 1

MZT Skopje: 2014-15
- Campionato montenegrino: 1

Budućnost: 2016-17
- Coppa del Montenegro: 1

Budućnost: 2017
- Coppa del Belgio: 1

Anversa: 2020
- All-CEBL Second Team (2020)